# Ola Wærhaug
Ola Wærhaug (Skedsmo, 24 de diciembre de 1937) es un deportista noruego que compitió en biatlón.
Participó en los Juegos Olímpicos de Grenoble 1968, obteniendo una medalla de plata en la prueba por relevos. Ganó dos medallas de oro en el Campeonato Mundial de Biatlón, en los años 1965 y 1967.

## Palmarés internacional
| Juegos Olímpicos   | Juegos Olímpicos   | Juegos Olímpicos | Juegos Olímpicos |
| Año                | Lugar              | Medalla          | Prueba           |
| ------------------ | ------------------ | ---------------- | ---------------- |
| 1968               | Grenoble (Francia) | Medalla de plata | Relevos          |
| Campeonato Mundial |                    |                  |                  |
| Año                | Lugar              | Medalla          | Prueba           |
| 1965               | Elverum (Noruega)  | Medalla de oro   | Equipo           |
| 1967               | Altenberg (RDA)    | Medalla de oro   | Relevos          |